# Franco Cresci
Franco Cresci, all'anagrafe Francesco, (Milano, 15 settembre 1945 – Bologna, 13 agosto 2025) è stato un calciatore italiano, di ruolo difensore.

## Biografia
È scomparso la mattina del 13 agosto 2025 a Bologna all'età di 79 anni.

## Carriera

### Giocatore

#### Club
Cresciuto nell'Inter senza giungere alla prima squadra, ha giocato nel Rapallo, Varese, dove ha esordito in Serie A il 24 settembre 1967 contro la Fiorentina, e soprattutto nel Bologna di cui è settimo per numero di partite ufficiali (404)..
Ha chiuso la carriera nel Modena, in Serie C1. In carriera ha giocato 331 partite con 7 reti in Serie A e 38 in Serie B, conquistando due edizioni della Coppa Italia col Bologna, e una promozione in Serie A, nella stagione 1966-1967, col Varese.

#### Nazionale
Ha esordito nella Nazionale Under-23 il 20 dicembre 1967 a Nottingham, contro i pari età dell'Inghilterra, prima gara della nuova rappresentativa che sostituì la Nazionale B. In precedenza, con l'Italia Under-21 aveva conquistato, sempre nel 1967, la medaglia d'oro (a pari merito con la Francia) ai Giochi del Mediterraneo di Tunisi.

### Allenatore
In carriera ha allenato, fra gli altri, il Carpi e, al termine della stagione 1983-1984, il Modena, quando sostistuì Mario Caciagli. Con il Crevalcore, squadra dell'hinterland bolognese, nel biennio 1992-1994 ha dapprima vinto lo Scudetto Dilettanti e primeggiato poi nel campionato di Serie C2, ottenendo una storica promozione in C1, dove giocò due storici derby proprio contro il Bologna.

## Palmarès

### Giocatore

#### Club

##### Competizioni nazionali
- Coppa Italia: 2

Bologna: 1969-1970, 1973-1974
- Campionato italiano Serie C2: 1

Modena: 1979-1980 (girone B)

##### Competizioni internazionali
- Coppa di Lega Italo-Inglese: 1

Bologna: 1970
- Coppa Anglo-Italiana: 2

Modena: 1981, 1982

#### Nazionale
- Giochi del Mediterraneo: 1

Tunisi 1967

### Allenatore

#### Club

##### Competizioni nazionali
- Scudetto Dilettanti: 1

Crevalcore: 1992-1993
- Campionato italiano Serie C2: 1

Crevalcore: 1993-1994 (girone A)